# 에드워드 프레드킨
에드워드 프레드킨(Edward Fredkin, 1934년 10월 2일 ~ 2023년 6월 13일)은 디지털 물리학의 초기 개척자였던 미국의 컴퓨터 과학자, 물리학자, 사업가였다.
프레드킨의 주요 공헌으로는 가역 컴퓨팅과 세포 자동자에 관한 연구가 있다. 콘라트 추제가 가역 계산의 중요성을 언급했지만 프레드킨 게이트는 필수적인 혁신을 나타냈다. 최근 연구에서 그는 디지털 철학 (DP)이라는 용어를 사용했다.
프레드킨은 그의 경력 중에 매사추세츠 공과대학교에서 컴퓨터 과학 교수로, 캘리포니아 공과대학교에서 페어차일드 명예 학자로, 카네기 멜런 대학교에서 명예 교수로, 보스턴 대학교에서 물리학 연구 교수로 재직했다.

## 초기 생애와 교육
프레드킨의 어머니와 아버지는 모두 로스 앤젤레스에서 만난 러시아계 유대인 이민자였으며 그는 네 자녀 중 막내였다. 그의 어머니는 전문적으로 연주하지는 않았지만 콘서트 피아니스트였다. 그녀는 그가 11살 때 암으로 사망했다. 그의 아버지는 사업가였지만 1929년 주식 시장 붕괴로 모든 것을 잃었고 그 결과 가족은 비교적 가난했다. 때때로 그는 다른 가족이나 누나와 함께 살았다. 결국 그의 아버지는 재혼하였고, 그와 그의 누이는 다시 그곳으로 이사했다. 그는 어린 시절부터 기업가 정신이 있었고 과학과 사물의 작동 원리에 관심이 많았다. 그는 돈을 벌기 위해 주말과 방과 후에 다양한 일을 했고, 결국 대규모 신문 배달 업무를 맡게 되었다. 그는 10살 때 화학용품을 사서 직접 불꽃놀이를 만들었는데, 당시 로스앤젤레스에서는 불법이었다. 그는 숙제를 하지 않았기 때문에 학교에서 성적이 좋지 않았다. 그는 캘리포니아 공과대학의 수업료와 생활비를 벌기 위해 로스 앤젤레스 존 마셜 고등학교를 한 학기 일찍 졸업했다. 캘리포니아 공과대학 측은 나중에 그에게 그가 지금까지 본 고등학교 성적 중 최악의 성적을 받고 입학했다고 말했다. 그는 2학년 중반에 칼텍을 그만뒀다.
1952년 그는 한국전쟁에 징집되는 것을 피하기 위해 미국 공군(USAF)에 입대하여 전투기 조종사가 되었다. 그의 컴퓨터 경력은 1956년 공군이 그를 MIT 링컨 연구소에 배정하여 SAGE 컴퓨터를 작업하게 했을 때 시작되었다.

## 경력
프레드킨은 컴퓨터 분야의 여러 회사에서 근무했으며, 여러 대학에서 교수직을 맡았다. 그는 컴퓨터 프로그래머, 조종사, 기업과 정부의 고문, 물리학자였다. 그의 주요 관심사는 물리학의 기본 과정에 대한 디지털 컴퓨터와 같은 모델과 관련이 있었다.
프레드킨의 초기 관심 분야는 물리학이었다. 그러나 그는 1956년 제트 조종사로 훈련을 받았던 공군에서 MIT 링컨 연구소로 파견되면서 컴퓨터에 관여하게 되었다. 1958년 제대를 마친 후, 프레드킨은 J. C. R. 리클라이더에 채용되어 연구 회사인 Bolt Beranek & Newman (BBN)에서 일하게 되었다. 1959년 12월 보스턴에서 열린 동부 공동 컴퓨터 컨퍼런스에서 PDP-1 컴퓨터 프로토타입을 본 후, 프레드킨은 BBN에서 BBN의 연구 프로젝트를 지원하기 위해 최초의 PDP-1을 구매할 것을 권고했다. 새로운 하드웨어는 처음에는 소프트웨어 없이 제공되었다.
프레드킨은 FRAP(Free of Rules Assembly Program, 때로는 프레드킨 어셈블리 프로그램이라고도 함)이라는 PDP-1 어셈블리어와 최초의 운영체제 (OS)를 작성했다. 그는 1961년에 디지털 장비 컴퓨터 사용자 협회 (DECUS)를 조직하고 설립했으며, 초기 프로젝트에 참여했다. PDP-1의 설계자인 벤 걸리와 직접 협력하여 프레드킨은 BBN 타임 공유 시스템을 통한 타임 공유를 지원하기 위해 하드웨어에 대한 상당한 수정을 설계했다. 그는 디지털이 "시퀀스 브레이크"라고 명명한 최초의 현대 인터럽트 시스템을 발명하고 설계했다. 그는 인공지능 (AI) 분야의 공헌자가 되었다.
1962년에 그는 고정밀 필름-디지털 스캐너와 기타 최첨단 하드웨어를 개발한 초기 컴퓨터 기술 회사인 Information International, Inc.를 설립했다. 회사는 상장되었고 프레드킨은 백만장자가 되었다. 1968년, 마빈 민스키(BBN에서 만났음)는 프레드킨이 대학을 졸업한 적이 없음에도 불구하고 그를 매사추세츠 공과대학교 (MIT)의 정교수로 채용했다. 1971년부터 1974년까지 프레드킨은 MIT의 MAC 프로젝트 디렉터였다. (1976년에 MAC 프로젝트는 MIT 컴퓨터 과학 연구소로 이름이 바뀌었다. ) 그는 1년 동안 캘리포니아 공과대학교에서 재직하면서 노벨상 수상 물리학자 리처드 파인만에게 컴퓨팅에 대해 가르치고 그에게서 양자 역학을 배웠다. 그 후 그는 6년 동안 보스턴 대학 에서 물리학 교수로 재직했다.
프레드킨은 하드웨어와 소프트웨어를 포함한 컴퓨팅 분야에 폭넓은 관심을 가졌다. 그는 트라이 데이터 구조, 차량 식별을 위한 무선 트랜스폰더, 자동차용 컴퓨터 내비게이션 개념, 프레드킨 게이트, 가역 컴퓨팅을 위한 당구공 컴퓨터 모델의 발명자였다. 그는 또한 컴퓨터 비전, 체스 및 기타 인공 지능 연구 분야에 참여했다.
프레드킨은 또한 물리학의 계산 모델과 계산 물리학의 이론적 문제가 교차하는 지점에서 연구했다. 그는 SALT 셀룰러 오토마타 제품군을 발명했다. 초기 SALT 모델은 시간적으로 2차이고 CPT 가역성을 모델링하는 규칙을 따르는 2+1차원 준물리적 가역적 범용 셀룰러 오토마타이다.
프레드킨은 2023년 6월 13일 매사추세츠주 브루클라인에서 88세의 나이로 사망했다.

## 프레드킨의 디지털 철학
디지털 철학(DP)은 디지털 물리학 / 범계산주의의 한 유형으로, 자연의 모든 물리적 과정은 현실의 가장 기본적인 수준에서 이루어지는 계산이나 정보 처리의 한 형태라고 주장하는 철학 학파이다. 범계산주의는 원자론, 결정론, 기계론, 일원론, 자연주의, 철학적 실재론, 환원주의, 과학적 경험주의 등 여러 대형 철학 학파와 관련이 있다. 범계산론자들은 생물학이 화학으로 환원되고, 화학은 물리학으로 환원되고, 물리학은 정보 계산으로 환원된다고 생각한다. 프레드킨의 경력과 업적은 디지털 철학, 즉 프레드킨의 논문에 기술된 특정 유형의 "범계산주의"에서 많은 동기를 얻었다. 여기에는 "디지털 철학 소개", "영혼에 관하여", "유한 자연", "새로운 우주론" 및 "디지털 역학"이 포함된다.